# 约翰·哈吉斯 (篮球运动员)
约翰·阿林顿·哈吉斯（英語：John Arlington Hargis，1920年8月20日—1986年1月2日），美国前职业篮球运动员，最初在国家篮球联盟（NBL）中打球，后转到国家篮球协会（NBA）联盟。